# Імператор Сіракава
Імператор Сірака́ва (яп. 白河天皇, しらかわてんのう, сіракава тенно; 7 липня 1053 — 24 липня 1129) — 72-й Імператор Японії, синтоїстське божество. Роки правління: 18 січня 1073 — 5 січня 1087.

## Життєпис
Був сином імператора Ґо-Сандзьо та Сігеко з клану Фудзівара. Замолоду звався Садахіто. 1065 року проведено гемпуку (церемонію повноліття). 1068 року отримав титул принца, а 1069 року стає спадкоємцем трону. 1072 року після зречення батька стає імператором. Проте управління перебувала у відставного імператора, який боровся проти впливового кампаку Фудзівара но Норіміті
Після смерті Ґо-Сандзьо у 1073 році набув фактичної влади. Намагався посилити імператорську владу, але вимушен був поступитися Фудзівара но Норіміті, який домігся скасування рішень 1072 року щодо перерозподілу сьоенів від Фудзівара. Вимушен був погодитися на шлюб з донькою Фудзівара но Мородзане, небожа Норіміті.
Після смерті Норміті 1075 року у суперечку з Фудзівара но Мородзане, що став новим кампаку. Скористався протистоянням останнього зі стриєчним братом Фудзівара но Нобунага. 1077 року імператор наказав збудувати 9-типоверхову пагоду Хоссьоо-дзі (розпочато у 1083 році). Але 1080 року кампаку підтримали найвпливовіші буддійські монастирі.
1083 року повстали впливові північні аристократи з клану Кійохара повстали, спричинивши Трирічна війна, внаслідок чого посилився рід Мінамото і як потуга постали Муцівські Фудзівара.
1085 року після смерті спадкоємця — свого зведеного брата принца Санехіто — призначив спадкоємцем свого сина Тарухіто. У 1086 році застосував практику інсей — зречення від трону й прийняття чернецтва у буддистському монастирі. Номінально трон перейшов до принца Тарухіто (відомий як імператор Хорікава). Сіракава залишив столицю і переїхав південніше від Кіото — до монастиря Хейдзан (Ходзюдзі), де збудував колосальний палац Тоба-доно, створивши власний двір, штат придворних і чиновників, завів варту та інші атрибути влади й почав звідси самостійно видавати укази й закони та керувати поточними державними справами, ігноруючи підконтрольний Фудзівара столичний уряд. Мородзане не зміг ефективно цьому протидіяти, незважаючи на те, що став сессьо (регентом) при Хорікаві. Такі дії послаблювали центральний уряд.
До 1090 року клан Фудзівара втратив будь-який вплив у державі. На бік Верховного імператора Сіркакави перейшла буддійська верхівка. 1094 року боротьбу з Верховним імператором відновив новий кампаку Фудзівара но Мороміті 1096 року інсей Сіракава став буддійським ченцем під ім'ям Фукан. 1099 року після смерті Мороміті влада клану Фудзівара остаточно послабла. Новий кампаку Фудзівара но Тададзане нічого не міг протидіяти.
1107 року Сіракава зберіг владу після сходження на трон його онука імператора Тоби. На той момент влада остаточно перейшла до інсея. Сіракава авторитарно правив державою навіть за свого праонука імператора Сутоку до своєї смерті у 1129 році.

## Особисте життя
Сіракава був бісексуалом. Він мав одну імператрицю та одну дружину, 13 наложниць та коханок, які народили йому 9 дітей. Його коханцями були Фудзівара но Муреміті (голова гілки Накамікадо Північних Фудзівара), Фудзівара но Морісіґе і Тайра но Таметосі